# Wystawianie
Wystawianie – zatrzymanie się psa (często bezpośrednio z galopu) podczas polowania w pozycji stojącej, leżącej lub półprzysiadzie, umożliwiające myśliwemu podejście do zwierzyny na odległość dogodną do oddania skutecznego strzału. Wystawianie, inaczej zwane stójką, jest cechą wrodzoną wszystkich ras wyżłów, a także Spaniela Bretońskiego. Wystawianie jest pomocne w polowaniach na otwartej przestrzeni, gdzie cały czas myśliwy ma wzrokowy kontakt z psem. W terenie leśnym i krzaczastym psów wystawiających się nie używa.
Ciekawym zjawiskiem podczas wystawiania jest sekundowanie - wyżeł, na widok polującego z nim drugiego wyżła zamarłego w stójce, sam również robi stójkę bez względu na odległość od partnera.